# 花田光世
花田 光世（はなだ みつよ、男性、1948年 - ）は、日本の経営学者。慶應義塾大学名誉教授。専門は人的資源開発論・キャリア論。組織学会高宮賞受賞。

## 略歴
1971年慶應義塾大学文学部心理学科卒業。1978年南カリフォルニア大学大学院社会学博士。
産業能率大学経営情報学部教授、同大学国際経営研究所所長を経て、1991年慶大総合政策学部教授、2014年名誉教授。

## 著書

### 単書
- 『「働く居場所」の作り方 あなたのキャリア相談室』（日本経済新聞出版社, 2013年）
- 『新ヒューマンキャピタル経営』（日経BP社, 2013年）

### 共書
- （菊田昌弘, 武藤佳恭）『CALS産業革命』（ジャストシステム, 1995年）
- （高橋俊介, C.A. バートレット, 武藤泰明, 石倉洋子）『キャリア創造大転換』（ダイヤモンド社, 1995年）
- （徳田英幸, 武藤佳恭, 斎藤信男, 梅垣理郎, 村井純, 田村次朗）『ディジタルメディア革命』（慶應義塾大学出版会, 1998年）

### 編書
- （石井淳蔵, 一般社団法人価値創造フォーラム21）『エグゼクティブCHOの挑戦』（日経BP社, 2016年）